# Альтиевский административный округ
Альти́евский административный округ (ингуш. «А́ьлте-Юрт») — один из четырёх административных округов города Назрань. Бывшее село Альтиево (до 1995 года).

## География
Занимает северо-восточную часть города Назрань. На западе граничит с Центральным административным округом, на юге — с Насыр-Кортским административным округом, на востоке — с Гамурзиевским АО. Близлежащие населённые пункты: на востоке расположены сёла Барсуки и Гази-Юрт.

## История
В результате возвращения ингушей на равнину на территории города Назрань к 1840 году было основано несколько небольших селений: Орасха-Юрт, Авлур-Юрт и др. После подавления Назрановского восстания военная администрация начала осуществлять план упразднения мелких селений (хуторов) и создания более крупных населенных пунктов. В это время возникают селения, часть из которых в настоящее время вместе с Альтиевом, входят в черту г. Назрань на правах административных округов: Насыр-Корт (Насыр-Кортский административный округ) и Гамурзиево (Гамурзиевский административный округ).
Селение Альтиево было основано Лоханом Темирсултановичем Мальсаговым, который первым поселился на данной территории. Название селению было дано в честь его первого старосты урядника милиции Алти Хисиевича Мальсагова (Алти-Юрт).
С 1944 по 1958 год, в период депортации чеченцев и ингушей и упразднения Чечено-Ингушской АССР, село носило название Баркаджин (в переводе с осетинского — «изобильное»).
В 1995 году село Альтиево было упразднено, выведено из состава Назрановского района Республики Ингушетия и включено в городскую черту Назрани и преобразовано в Альтиевский муниципальный округ города Назрань.
В 2009 году переименован в Альтиевский административный округ.

## Население
| 2002   | 2006    | 2007    | 2008    | 2009    | 2010  | 2011  | 2012  |
| ------ | ------- | ------- | ------- | ------- | ----- | ----- | ----- |
| 10 959 | ↗11 324 | ↗11 408 | ↗11 503 | ↗11 633 | ↘6266 | ↗6271 | ↗6786 |
| 2013   | 2014    | 2015    | 2016    | 2017    | 2018  | 2019  | 2020  |
| ↗7119  | ↗7471   | ↗7749   | ↗7965   | ↗8086   | ↗8207 | ↗8338 | ↗8457 |
| 2021   | 2023    | 2024    | 2025    |         |       |       |       |
| ↗9947  | ↗10 201 | ↗10 404 | ↗10 526 |         |       |       |       |

## Известные уроженцы и жители
- Мальсагов, Ахмед Татарханович — лётчик-бомбардировщик, участник Великой Отечественной войны, Герой Российской Федерации
- Мальсагов, Созерко Артаганович — офицер Русской императорской армии, белогвардеец, участник легендарного побега из Соловецкого лагеря особого назначения